# Tyler Barnhardt
Tyler Davis Barnhardt (Raleigh, Carolina del Norte, 13 de enero de 1993) es un actor estadounidense. Es conocido por sus papeles de Matthew Roe en la serie de televisión de drama de época estadounidense Underground y de Charlie St. George en la serie de televisión de transmisión de drama adolescente estadounidense 13 Reasons Why.

## Biografía
Barnhardt nació en Raleigh, Carolina del Norte, y se crio en Matthews, un suburbio de Charlotte. Se graduó de la escuela secundaria David W. Butler en 2011. Barnhardt obtuvo una licenciatura en bellas artes en teatro de la Universidad de Carolina del Norte en la Escuela de Música, Teatro y Danza de Greensboro en 2015.
Barnhardt se casó con Adriana Schaps en junio de 2023 en Utah, oficiada por Adam Rippon asistieron ciento treinta invitados, incluidos Timothy Granaderos, Ross Butler y Ella Balinska.

## Carrera
En 2016, Barnhardt apareció en un episodio de Turn: Washington's Spies. En 2017, Barnhardt interpretó a Matthew Roe en la segunda temporada de la serie de televisión Underground y tuvo un pequeño papel en el programa Scorpion. En 2019 fue elegido como Charlie St. George en la serie de televisión estadounidense 13 Reasons Why, haciendo su debut en la tercera temporada. Más tarde, en 2019, fue elegido como personaje principal en la serie dramática de televisión Tales from the Loop.

## Filmografía
| Año       | Título                   | Rol                 | Notas                                                                               |
| --------- | ------------------------ | ------------------- | ----------------------------------------------------------------------------------- |
| 2016      | Turn: Washington's Spies | Sentry              | Episodio: Blade on the Feather                                                      |
| 2016      | The Jury                 | Michael Cleary      | película de televisión                                                              |
| 2017      | Laura Gets a Cat         | Dylan               | Largometraje                                                                        |
| 2017      | Essex                    | Jake                | Cortometraje                                                                        |
| 2017      | Underground              | Matthew Roe         | 3 episodios                                                                         |
| 2017      | Bull                     | Carter Hayes        | Episodio: Un negocio de sabores                                                     |
| 2017      | Scorpion                 | Airman Jacobs       | Episodio: Nuke Kids on the Block                                                    |
| 2018      | Suspicion                | Marco               | película de televisión                                                              |
| 2019      | The Passage              | Jacob               |                                                                                     |
| 2019–2020 | 13 Reasons Why           | Charlie St. George  | Elenco recurrente (temporada 3), Elenco principal (temporada 4) serie de TV Netflix |
| 2020      | Tales from the Loop      | Danny Jansson       | 2 episodios                                                                         |
| 2020      | All Rise                 | Jesse Frost         | 2 episodios                                                                         |
| 2022—2023 | Bel-Air                  | Connor Satterfield  | Elenco secundario 9 episodios, serie de TV HBO Max                                  |
| 2022      | This Is Us               | Mike                | Episodio: Cada versión de ti                                                        |
| 2022      | Senior Year              | Young Blaine Balboa | Largometraje                                                                        |